# 佩爾·斯贊·史基布特

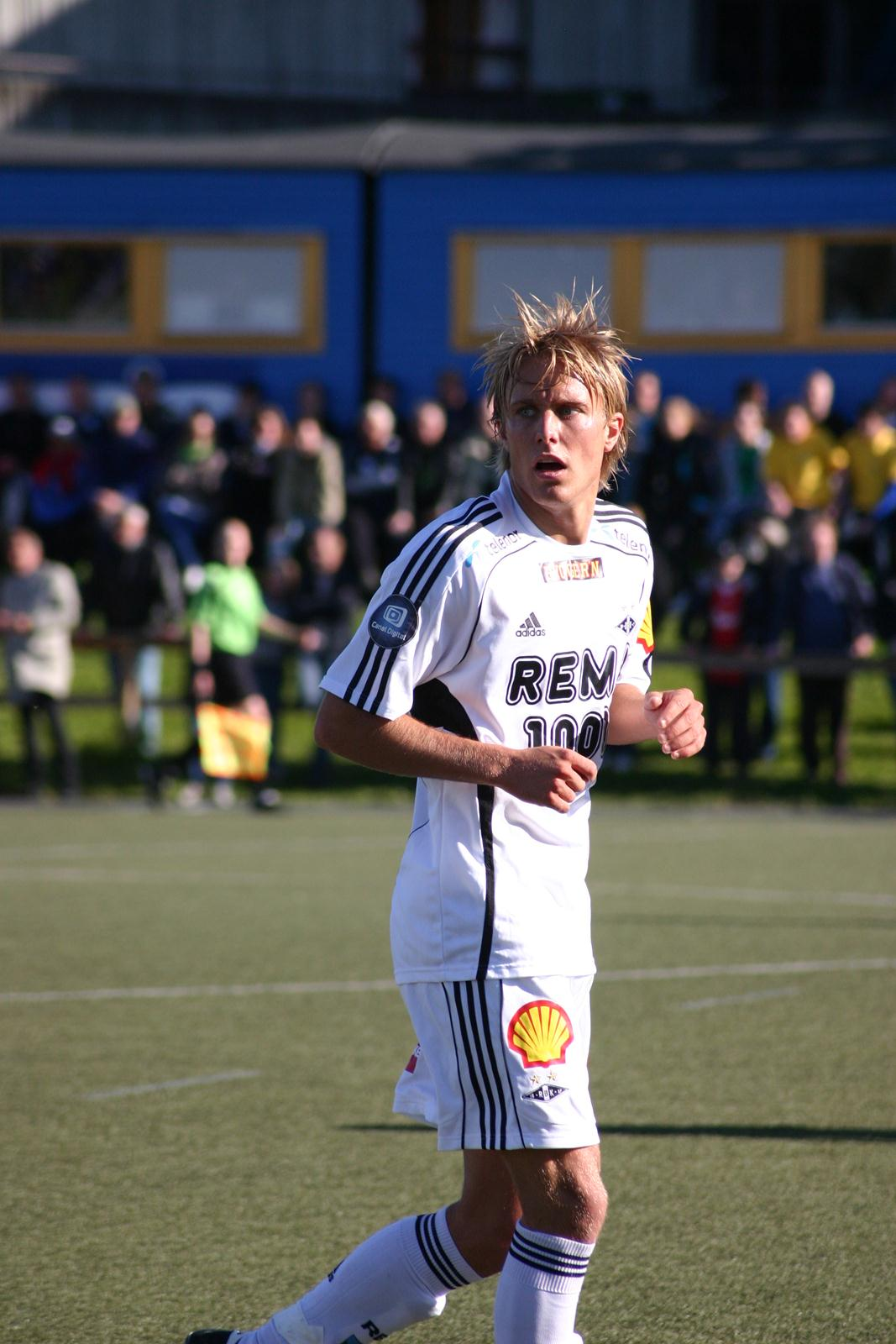
攝於史基布特在2009年效力洛辛堡時候。

佩爾·斯贊·史基布特（挪威語：Per Ciljan Skjelbred；1987年6月16日—）出生在特隆赫姆，是一位挪威足球運動員，司職中場，現效力挪威足球超级联赛球會洛辛堡，他同時是挪威國家足球隊的成員之一。

## 生平

### 球會
洛辛堡
史基布特足球生涯的起點是在家鄉，挪威第三大城市特隆赫姆一間名叫Trygg/Lade的小型球會，他在球場上的天賦受到社區球圈內的熱烈好評，因此15歲的時候便被推薦去參加國內第三頻度電視台的「Proffdrømmen」足球明日之星比賽節目，史基布特最終贏得比賽並獲取大獎，那就是到英格蘭接受傳統豪門利物浦為期七日的隨隊操練兼試腳；一星期過去之後，利物浦向他提出了一份青年球員合約，但遭考慮到發展前景和適應異國生活等各種因素的史基布特毅然拒絕。取而代之，史基布特在回國後得到洛辛堡的招手，便馬上欣然地加盟該支扎根於特隆赫姆的國內超級班霸。
2005年5月22日，史基布特在一場面對莫迪的比賽裡刷新了挪威超級聯賽最年輕領紅牌被逐出場的紀錄，當時他尚欠一個月時間方滿18歲。同年9月13日，史基布特初次踏足歐聯賽場，在第一輪分組賽便作客射破奧林比亞高斯的大門，但當11月23日比賽移師回洛辛堡主場拉簡度球場時，史基布特遭到對方防守中場史杜迪迪斯的兇狠攔截，其右腳小腿近腳踝上方的位置立即骨折，即使從第三頻度的電視直播畫面上也清晰可見；而史杜迪迪斯在沒有理會皮球的情形下用盡全力出腳飛剷，但他賽後仍堅稱自己並非蓄意傷害史基布特。結果史基布特傷勢嚴重，雖然康復進度較預算快，也要直到翌年3月10日方能回到球場。
復出後史基布特的出場次數逐漸上升，在2006年輔助球隊壓倒勁敵華拉倫加重奪失落一年的挪超錦標，來到洛辛堡2009年和2010年連續掄元時史基布特已經是陣中的必然主力了，兩季裡只曾缺席四場；除稱霸國內聯賽以外，史基布特也隨著洛辛堡持續地參與歐洲賽事，歐聯2007/08賽季洛辛堡在外圍賽以分別10-2和5-0橫掃對手，踏入正賽後史基布特表現更加突出，於主客場兩勝華倫西亞的比賽裡多次在長途奔襲後作出關鍵的傳送，帶領著球隊的防守反擊戰術順利實施。
在洛辛堡開始站穩陣腳，加上擁有與年齡不成正比的豐富歐洲賽經驗，令有關史基布特轉投英超球會的小道消息便一直未有停止。2008年整個夏天甚至於其後的冬季轉會時段，史基布特加盟紐卡素的傳聞甚囂塵上，但遭到球員經理人的正式否定，表示從沒有與紐卡素會方接觸過。2010年8月洛辛堡球會總監及經理人確認收到德甲球隊史浩克04收購史基布特的申請，不過最後仍沒有成事。
漢堡
2011年7月6日史基布特通過德甲球會漢堡的體測，簽署由2012年1月1日至2015年6月30日為期三年半的合約，其後獲准提前於夏季報到

### 國家隊
史基布特算得上是挪威國家足球系統的重點培育球員，歷盡各支青訓梯隊，先後入選過U16、U17、U18、U19以及U21代表隊。他首次代表國家上陣是於2003年10月2日的歐洲U-17足球錦標賽預賽中與蘇格蘭交手，但球隊淨負兩球落敗。
2007年3月史基布特在對土耳其的比賽中首次成為大國腳，至今已經是挪威國家隊的常客，但由於挪威隊整體的實力有限，往往未能突破主要大賽的外圍賽階段，因此史基布特現時仍從未參與過世界盃、歐洲國家盃的決賽週。

## 榮譽
洛辛堡
- 挪威足球超級聯賽：2006年、2009年、2010年（英语：2010 Norwegian Premier League）[8]